# Vitex brevilabiata
Vitex brevilabiata là một loài thực vật có hoa trong họ Hoa môi. Loài này được Ducke miêu tả khoa học đầu tiên năm 1925.